# John Attlee, 3:e earl Attlee
John Richard Attlee, 3:e earl Attlee, född 3 oktober 1956, betitlad Viscount Prestwood åren 1967 till 1991, är en brittisk konservativ politiker. Han är sonson till Clement Attlee, Labours premiärminister, som var den förste earl Attlee.

## Tidiga år
Attlee utbildades vid Stowe School, anställdes vid Smiths Industries och arbetade främst med materialhantering.

## Yrkeskarriär
År 1985 började Attlee arbeta med återvinning och reparation av kommersiella fordon. I detta sammanhang är han ordförande för Heavy Transport Association och beskyddare av Road Rescue Recovery Association.
Han gjorde en rundresa med den icke-statliga organisationen British Direct Aid i Bosnien under vintern 1993–94 och ledde därefter British Direct Aids verksamhet i Rwanda under större delen av 1995.

## Militärtjänst
Attlee var medlem av den territoriella armén och tjänstgjorde i Bosnien med en hjälporganisation 1993–1994. Han har också tjänstgjort i Kuwaitkriget.

## Politisk karriär
Attlee ärvde sin titel efter sin fars död 1991 och kom in i Brittiska överhuset 1992, till en början som crossbencher. Strax före valet 1997 gick han med i det konservativa partiet. Han är en av de nittio valda ärftliga pärer som stannar kvar i överhuset efter att House of Lords Act 1999 antagits.
Han tjänstgjorde som talesman för oppositionen i olika frågor. Omedelbart före valet 2010 var han talesman för transportfrågor och inpiskare i oppositionen.  Efter de konservativas seger i det valet utsågs Earl Attlee till inpiskare i överhuset. Han fortsatte i den rollen fram till april 2014, då han lämnade regeringen. Han ersattes av Susan Williams, baronessa Williams av Trafford.

## Privatliv
Earl Attlee gifte sig med Teresa Ahern den 27 september 2008 i Crypt Chapel i St Mary Undercroft, Palace of Westminster. Lady Attlee är den yngre dottern till Mortimer Ahern från Malvern i Worcestershire. Skulle Lord Attlee dö utan en son kommer earldömet att dö ut.